# خانه اداره اوقاف
خانه اداره اوقاف مربوط به دوره قاجار است و در بوشهر، کوی نسیم، جنب مسجد جمعه، پلاک ۲ واقع شده و این اثر در تاریخ ۷ مرداد ۱۳۸۲ با شمارهٔ ثبت ۹۲۷۷ به‌عنوان یکی از آثار ملی ایران به ثبت رسیده است.